# Stazione di Igis
La stazione di Igis è una stazione della ferrovia Landquart-Coira-Thusis, gestita dalla Ferrovia Retica, serve la frazione di Igis del comune svizzero di Landquart.

## Storia
La stazione entrò in funzione nel 1896 al completamento della linea Landquart-Coira-Thusis della Ferrovia Retica.